# NGC 4050
NGC 4050 је спирална галаксија у сазвежђу Гавран која се налази на NGC листи објеката дубоког неба.
Деклинација објекта је - 16° 22' 27" а ректасцензија 12h 2m 53,9s. Привидна величина (магнитуда) објекта NGC 4050 износи 12,2 а фотографска магнитуда 13,0. Налази се на удаљености од 36,350 милиона парсека од Сунца. NGC 4050 је још познат и под ознакама MCG -3-31-16, IRAS 12003-1605, PGC 38049.